# Карпантье, Жюль
Жюль Карпантье (1851—1921) — французский инженер, механик и изобретатель, один из пионеров кинематографа.
Учился в парижской Политехнической школе. Приобретя после смерти Г. Румкорфа его парижскую мастерскую, стал известным изготовителем механических и электрических приборов. Также осуществил ряд изобретений в области звукозаписи и звуковоспроизведения («мелограф» и «мелотроп») и фотографии.
30 марта 1895 года запатентовал «синеграф» — один из первых киноаппаратов, который однако был слишком непрактичен для массовой демонстрации фильмов. Вскоре Карпантье объединил усилия с Люмьерами и стал одним из создателей и серийным производителем (с октября 1895 года) «синематографа» — усовершенствованной версии раннего аппарата братьев.
В 1907 году был принят во Французскую академию наук.
Умер в результате автомобильной аварии.